# Jácome de Morais Sarmento
Jácome de Morais Sarmento (* um 1675) war ein portugiesischer Militär und Kolonialverwalter.
Er bekleidete zwischen 1699 und 1703 das Amt des Gouverneurs von Mosambik. Von 1708 bis 1710 war er Gouverneur von Timor und Solor.
Morais Sarmento wird als mutig, aber unbesonnen beschrieben. Manuel de Santo António, der Bischof von Malakka, der auf Timor residierte, hatte Morais Sarmento geholfen von den Topasse und Timoresen akzeptiert zu werden. Doch es kam zum Streit zwischen Morais Sarmento und Santo António. Der Gouverneur ließ Santo António bei einer Militärexpedition gegen das rebellische Königreich von Motael, gegen seinen Willen mit den Soldaten zu Fuß laufen.
Endgültig verspielte Morais Sarmento sämtliche Sympathien, als er 1708 Dom Mateus da Costa, den Liurai von Viqueque festnehmen und erniedrigen ließ. Morais Sarmento hatte den Eindruck gehabt, der Herrscher, den Manuel de Santo António einst zum Christentum bekehrt hatte, sei zu unabhängig gewesen und wollte Mateus ersetzen. Der Herrscher der Topasse Domingos da Costa belagerte daraufhin Lifau bis 1709. Manuel de Santo António rettete die Situation, indem er in das Lager von Domingos da Costa ging und den Topasse-Herrscher überredete sich doch nochmals der portugiesischen Krone zu unterwerfen. Der nachfolgende Gouverneur Manuel de Souto-Maior (1710 bis 1714) rehabilitierte Dom Mateus, aber das Bündnis zwischen Klerus und Zivilverwaltung war zerstört.
Später war Morais Sarmento capitão-mor der Marine im portugiesischen Indien.